# Capital de ventura no Brasil
O capital de ventura (venture capital), bem como o private equity, são tipos de investimento que envolvem a participação em empresas com alto potencial de crescimento e rentabilidade, através da aquisição de ações ou de outros valores mobiliários, com o objetivo de obter ganhos expressivos de capital a médio e longo prazo. Não há uma convenção mundial sobre a classificação do investimento de private equity (PE) ou venture capital (VC), e ela está longe de ser uma unanimidade. Para a indústria de PE/VC brasileira, é proposta uma nova definição das classificações vigentes, bem como do ecossistema em que está inserido esse tipo de investimento.

## Histórico
O Brasil sempre conviveu com grandes investidores de risco, sendo um dos mais notórios o Barão de Mauá, que aos quarenta anos de idade, já acumulava fortuna maior que o orçamento do Império do Brasil para aquele ano.

O conceito de PE/VC começou a se desenvolver no começo do século XX (início do processo de industrialização do país), quando famílias latifundiárias começaram a fazer investimentos diretos em empresas. Em 24 de Setembro de 1964, com a criação da Adela Investment Company S.A.A, surgiu a primeira iniciativa de implantar a Indústria Brasileira de PE/VC. Por meio de programas do Banco Nacional de Desenvolvimento Econômico e Social (BNDES), em 1974, e pela Financiadora de Estudos e Projetos (Finep), em 1976, o governo tomou as primeiras ações para o desenvolvimento da atividade de PE/VC no Brasil.

No início do século XXI, os investimentos de PE/VC iniciaram um movimento de expansão, e em 2005 existiam 71 organizações gestoras com aproximadamente US$ 6 bilhões em fundos de PE/VC, que equivalia a 0,7% do PIB. Sem grandes problemas, esse movimento conseguiu atravessar a Crise Econômica de 2008, fechando o mesmo ano com US$ 27,1 bilhões comprometidos, equivalente a 1,7% do PIB.

No final de 2009, havia 180 gestoras, 1.747 profissionais envolvidos, 236 veículos de investimentos e 554 empresas em portfólio, que administravam US$ 36,1 bilhões em capital alocados no Brasil, representando 2,3% do PIB .

O Brasil apresenta um mercado ativo muito mais recente, que se beneficia de uma cultura fortemente empreendedora (está entre os sete países mais empreendedores, com mais de 200 incubadoras, 3.000 companhias, mais de 15 milhões de empreendedores e mais de 450.000 novas empresas estabelecidas no país a cada ano ), com uma ampla quantidade de financiamentos e programas governamentais. As estimativas apontam que, num prazo de cinco anos, o percentual de capital comprometido poderá chegar a 3,5% do PIB (aproximadamente US$ 65 bilhões).

## Classificação
Baseado no ciclo de vida das empresas, pode-se classificar os estágios de investimentos de PE/VC em quatro fases: Estágio Inicial, Desenvolvimento, Expansão e Maturidade. O VC está mais presente nas fases Inicial e de Desenvolvimento, já os investimentos de PE torna-se comum nas fases de Expansão e Maturidade.

### Estágio inicial
Também conhecido como Arranque, é nesse estágio que as empresas são altamente flexíveis e fracamente organizadas. Nesse estágio, é comum o investimento do tipo Semente, que se trata de um pequeno aporte realizado para desenvolvimento de uma ideia ou de um projeto, que talvez ainda esteja em fase de testes iniciais de mercado. Outro tipo de investimento, mais comum para empresas já em fase de estruturação, é o Startup, que normalmente é usado para desenvolvimento de produto e marketing inicial.

### Desenvolvimento
Nessa fase, a preocupação da empresa passa a ser a sobrevivência e o crescimento. Comumente, elas já apresentam um produto ou serviço e os negócios parecem bem promissores. Nesse momento, dois tipos de investimentos podem ser considerados: o VC - Early Stage, aplicado normalmente no início dessa fase; e o VC - Later Stage, quando a rápida expansão do produto ou serviço requer mais recursos do que podem ser criados pela geração interna, mas o produto ou serviço já deve ter atingido uma comercialização plena para isso.

### Expansão
Na fase de Expansão, a empresa é economicamente saudável e lucrativa. Entra então o investimento PE - Growth, que visa oferecer suporte à introdução de novos produtos, aumento dos volumes de vendas, capital de giro, expansão de planta e/ou rede de distribuição, etc.

### Maturidade
Nessa etapa, a empresa já possui uma relativa tranquilidade, possibilitando o planejamento do seu futuro de forma ordenada. Para esse estágio, estão disponíveis os investimentos: PE - Later Stage que pode ser utilizado para expansão e aquisição de outras empresas do mesmo setor; Distressed, destinados a empresas cujas prospecções indicam o caminho do Declínio/Morte; e o Greenfield, que é destinado ao investimento imobiliário, florestal, de infraestrutura, em energia, etc.

## Ecossistema de PE/VC no Brasil
Composto de um conjunto complexo de agentes, os atores do Ecossistema de PE/VC brasileiro são classificados em três grupos: Entidades de Apoio e Fomento, formado por agentes governamentais, acadêmicos e não-governamentais, tendo como objetivo realizar pesquisas, publicações, desenvolver a indústria Brasileira de PE/VC, o empreendedorismo voltado para PE/VC e o investimento de PE/VC; Participantes PE/VC, que agrega organizações gestoras, os investidores, empresas e investidores-anjo; e os Prestadores de Serviço, constituído por advogados, consultorias, auditorias, empresas de contabilidade, etc.